# Ángel Serafín Seriche Dougan
Ángel Serafín Seriche Dougan (ur. 1946) – premier Gwinei Równikowej od 1 kwietnia 1996 do 4 marca 2001.
Należał do rządzącej od 1987 Partii Demokratycznej Gwinei Równikowej. Premierem został w 1996 i odnawiał urząd trzy razy. Po wyborach z marca 1999 jego ugrupowanie zajmowało 68 z 75 miejsc w parlamencie. Od października 2000 roku względem jego rządu i niego samego pojawiały się zarzuty o korupcję (wskutek których zdymisjonowano m.in. przyszłego premiera Miguela Abię Biteo Boricó) i gabinet stracił zaufanie większości parlamentarnej oraz syna przywódcy państwa. 23 lutego 2001 podał się do dymisji, a 27 lutego prezydent Teodoro Obiang Nguema Mbasogo wyznaczył na kolejnego premiera Cándido Muatetemę Rivasa. Jedynym członkiem gabinetu, który pozostał na stanowisku mimo zmiany premiera był syn prezydenta Teodorín Nguema Obiang.
Seriche Dougan był później parlamentarzystą, a po zmianie konstytucji w 2013 został mianowany senatorem. Działał także jako dyrektor wykonawczy Afrykańskiej Unii Parlamentarnej.